# Качопо

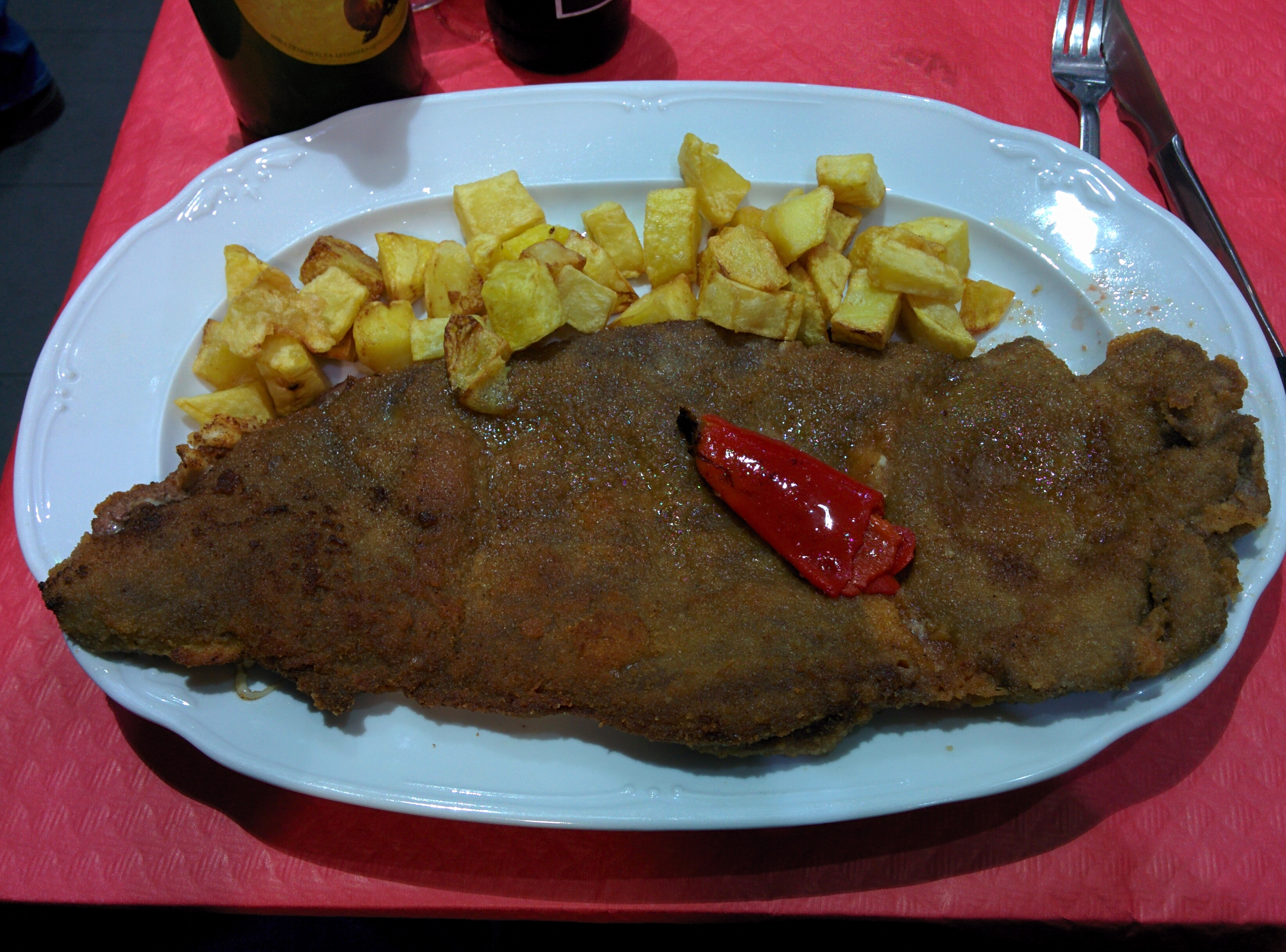
Качопо, сервированный с картофелем

Качо́по (исп. cachopo) — типичное мясное блюдо астурийской кухни. Представляет собой два больших обжаренных в панировке филе телятины, между которыми проложен слой хамона с сыром. Обычно сервируется с картофелем, обжаренными перцем или шампиньонами.
Блюдо названо по внешнему сходству с сухими и полыми стволами каштана, кору которых использовали для хранения сельскохозяйственных инструментов. Первые упоминания астурийского качопо относятся к началу XVIII века. Блюдо достигло популярности в 1950-е годы. По мнению ресторанного критика Хосе Игнасио Грасии Норьеги, качопо — блюдо старинное и хорошо известное в кругах астурийской буржуазии начала XX века, а пик его популярности наступил в середине XX века благодаря нескольким местным ресторанам, в особенности в Овьедо. Качопо распространился в многочисленных вариантах, в том числе из рыбы, курятины, свинины с начинкой из морепродуктов, солонины, грибов, перца, сыра и спаржи. В Астурии проводятся кулинарные конкурсы по приготовлению качопо, выпущены путеводители по ресторанам, где готовят лучшие качопо.